# Jane White Is Sick & Twisted
Jane White Is Sick & Twisted is een Amerikaanse film uit 2007 van The Asylum met Kim Little en Will Wheaton.

## Verhaal
Jane White is een romantische komedie over een meisje dat denkt dat Gerry King, de waanzinnigste presentator van een praatprogramma op televisie, haar vader is. Jane probeert alles om in zijn programma te komen en haar lang verloren vader te ontmoeten.

## Rolverdeling
| Acteur         | Personage   |
| -------------- | ----------- |
| Kim Little     | Jane White  |
| Wil Wheaton    | Dick Smith  |
| Alley Mills    | Moeder      |
| Richard Kline  | Chris Jobin |
| Dustin Diamond | Simone      |